# Maria van Bourbon-Vendôme
Maria van Bourbon-Vendôme ook bekend als Maria II van Saint-Pol (La Fère, 30 mei 1539 - Pontoise, 7 april 1601) was van 1547 tot aan haar dood gravin van Saint-Pol. Ze behoorde tot het huis Bourbon.

## Levensloop
Maria was de dochter van Frans I van Bourbon-Vendôme en hertogin Adrienne van Estouteville.
Na de dood van haar grootmoeder Maria werd ze in 1547 gravin van Saint-Pol onder het regentschap van haar moeder. Toen haar moeder in 1560 overleed, werd Maria eveneens hertogin van Estouteville.
Op 14 juni 1557 huwde ze met haar neef Jan van Bourbon-Vendôme (1528-1557), graaf van Soissons. Het huwelijk duurde net geen twee maanden en bleef kinderloos: op 10 augustus van dat jaar sneuvelde Jan in de Slag bij Saint-Quentin. In 1560 huwde Maria met haar tweede echtgenoot, hertog Frans I van Nevers (1516-1562). Dit huwelijk bleef ook kinderloos.
Op 2 juli 1565 huwde ze met haar derde echtgenoot, hertog Eleonor van Longueville (1540-1573). Ze kregen volgende kinderen:
- Karel, jong gestorven
- Karel, jong gestorven
- Hendrik I (1568-1595), hertog van Longueville
- Frans III (1570-1631), graaf van Saint-Pol
- Catharina (overleden in 1638), demoiselle van Orléans
- Antoinette  (1572-1618), huwde in 1587 met Charles de Gondi
- Margaretha (overleden in 1615), demoiselle van Estouville
- Eleonora (1573-1639), vrouwe van Gacé, huwde in 1596 met Charles de Goyon de Matignon

Na het overlijden van haar derde echtgenoot in 1573 trad Maria op als regentes van het graafschap Neuchâtel in naam van haar minderjarige zoon Hendrik I. Nadat Hendrik I overleed, was ze van 1595 tot 1601 opnieuw regentes van Neuchâtel in naam van haar kleinzoon Hendrik II.
In april 1601 stierf Maria op 61-jarige leeftijd. Haar tweede zoon Frans III volgde haar op als graaf van Saint-Pol.
- Gemeinsame Normdatei: 1069344648
- Historisch woordenboek van Zwitserland: 043626
- Virtual International Authority File: 315119719